# Pseudolesterus novacaledonicus
Pseudolesterus novacaledonicus is een keversoort uit de familie mierkevers (Cleridae). De wetenschappelijke naam van de soort is voor het eerst geldig gepubliceerd in 1968 door Miyatake.